# Biely kameň (Volovské vrchy)
Biely kameň (1134 m n.p.m.) – fragment głównego grzbietu Pasma Kojszowskiej Hali w Górach Wołowskich (w Rudawach Słowackich). Leży ok. 3 km na południowy zachód od szczytu Kojszowskiej Hali.
Z rejonu Białego Kamienia odchodzi od głównego grzbietu Gór Wołowskich w kierunku południowo-wschodnim długi grzbiet boczny, który przez wzniesienia Hrb (947 m n.p.m.) i Kobylia hora (882 m n.p.m.) schodzi na Sedlo pod Kobyľou horou, za którym przechodzi w pasemko Holički.
W przeszłości grzbiet i partie przygrzbietowe stoków pokrywały w tym miejscu polany, częściowo wypasane. Z czasem zarosły one borówczyskami, a następnie prawie w całości świerkowym borem, obecnie w wielu miejscach przerzedzonym wiatrołomami i wiatrowałami.
Ważny węzeł znakowanych szlaków turystycznych. Grzbietem spod Kojszowskiej Hali na Kloptaň biegną znaki czerwone  dalekobieżnego szlaku Cesta hrdinov SNP. Na grzbiet wyprowadzają znakowane kolorem zielonym  szlaki ze Zlatéj Idki i z osady Baňa Lucia (część wsi Vyšný Medzev) oraz znakowane kolorem niebieskim  szlaki z Gelnicy oraz Poproči.